# Tétramorphe
Ne doit pas être confondu avec Métamorphe.

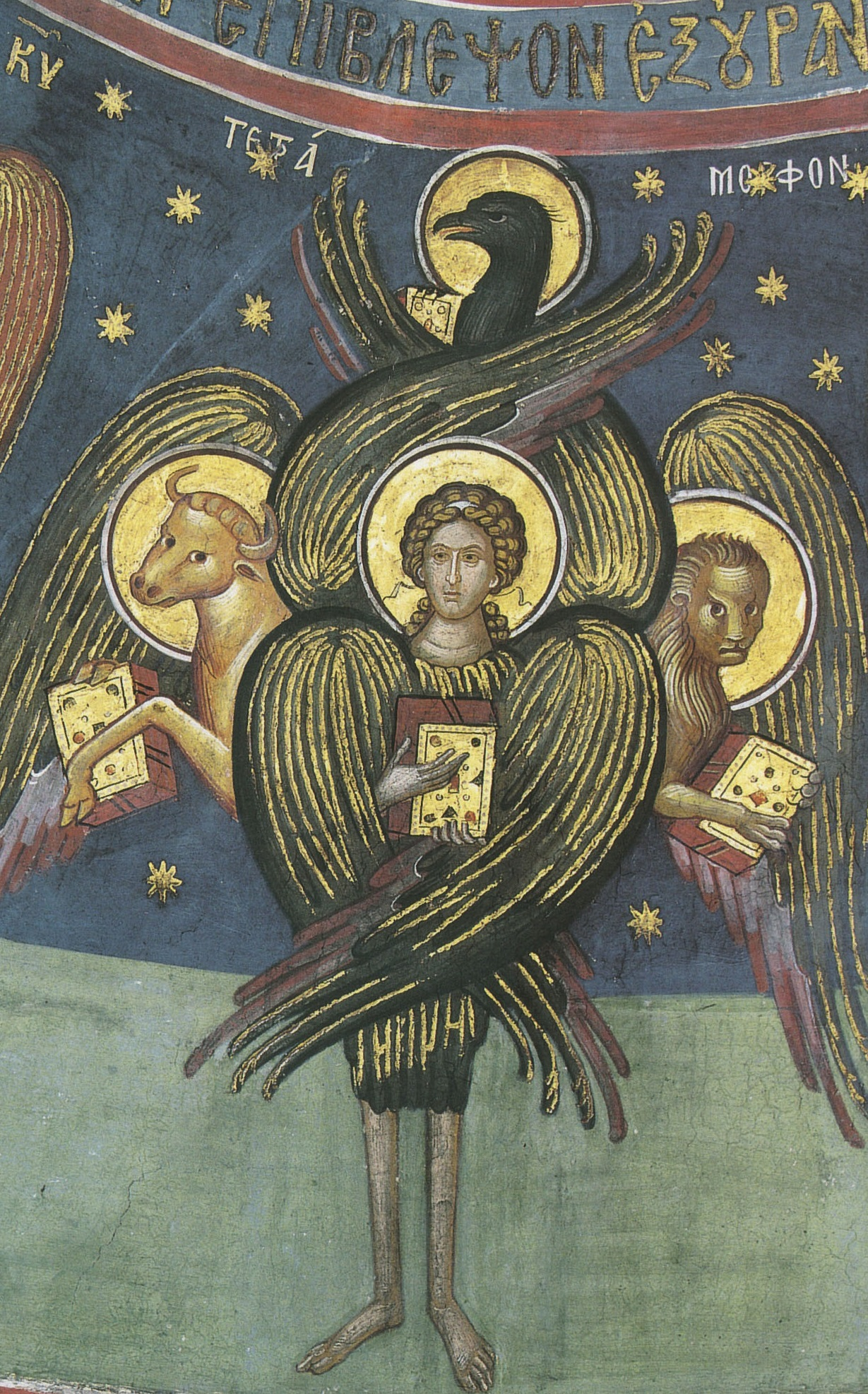
Fresque tétramorphe dans l'un des monastères des Météores en Thessalie.

Le tétramorphe, ou les « quatre vivants », ou encore les « quatre êtres vivants », est l'ensemble des quatre créatures ailées qui tirent le char de la vision d'Ézéchiel (Ez 1 ; 1-14). D'abord décrit dans le Livre d'Ézéchiel, il est repris dans l'Apocalypse (Ap 4:7-8). Plus tard, les Pères de l'Église y ont vu l'emblème des quatre évangélistes avec leurs attributs : le lion pour Marc, le taureau pour Luc, l'homme-ange pour Matthieu et l'aigle pour Jean. Ils accompagnent souvent les représentations du Christ en majesté.

## L'origine biblique du tétramorphe

### La vision d'Ézéchiel
Dès les premières lignes de sa prophétie, Ézéchiel (Ez 1, 1-14) décrit une vision : « le ciel s'ouvrit et je fus témoin de visions divines » (Ez 1, 1). « Au centre, je discernais quelque chose qui ressemblait à quatre êtres vivants » (Ez 1, 5).
« Ils avaient chacun quatre faces et chacun quatre ailes (…) leurs sabots étaient comme des sabots de bœuf » (Ez 1, 6-7). « Quant à la forme de leurs faces, ils avaient une face d'homme, et tous les quatre avaient une face de lion à droite, et tous les quatre avaient une face de taureau à gauche, et tous les quatre avaient une face d'aigle. » (Ez 1, 10).
Il s'agit de quatre créatures célestes identiques dotées chacune de quatre pattes de taureau, de quatre ailes d'aigle, de quatre mains humaines et de quatre faces différentes d'homme, de lion, de taureau et d'aigle. Ces quatre créatures ont leur place au pied du trône de la gloire de Dieu. Ezechiel reviendra sur la même vision au chapitre 10 en précisant cette fois  « (...) et je connus que c'étaient des chérubins. » (Ez 10, 20).

### L'Apocalypse
L'apôtre Jean a une vision qu'il relate dans le livre de l'Apocalypse (4, 7-8). La parenté avec celle d'Ézéchiel est évidente. Les Vivants sont au milieu du trône et autour de lui. Mais ils ne sont plus identiques et ils sont beaucoup moins hybrides : ce sont, dans l'ordre, un lion, un taureau, un homme et un aigle. Ils ont chacun six ailes et ils sont recouverts d'une multitude d'yeux.
Ils ne cessent de répéter jour et nuit : « Saint, Saint, Saint, Seigneur, Dieu Maître de Tout, qui était, qui est et qui vient ! »

## Le tétramorphe dans l'Antiquité
Avant la Bible, on trouve ces quatre figures des quatre vivants en Égypte et à Babylone en Mésopotamie. Ce sont sans doute les légendes babyloniennes qui ont influencé les visions d'Ézéchiel dont s'est vraisemblablement inspiré l'auteur de l'Apocalypse. C'est saint Irénée de Lyon, au IIe siècle, soit de nombreux siècles après leurs premières apparitions, qui le premier a identifié ces quatre vivants aux quatre évangélistes. Irénée ouvre la veine d'interprétation des Pères Grecs : l'aigle c'est Jean; le lion c'est Marc; le taureau c'est Luc; le visage d'homme c'est Matthieu. Sous l'influence de saint Augustin (De Consensu Evangelistarum, I,6.9 ; IV 10, 11), saint Grégoire, pape, frappera ses lecteurs en faisant correspondre le début de chaque évangile par le signe d'un des quatre Vivants (cf. Ezechiel Homil. IV, lib. 1, cap. 6). D'autres correspondances peuvent être proposées: au lieu du premier génétique, le premier de perfection :
Marc (avec la répétition d'euthus en grec : 'aussitôt' qui est utilisé 41 x) correspond à la rapidité du Lion ;
Matthieu relève du passage des sacrifices anciens à l'unique Sacrifice nouveau;
Luc exprime le visage permanent de la Miséricorde du Père (Cf. Lc 15, etc.);
Jean, le Verbe, le Monogène du Père, illumine tout le mystère révélé sous le regard d'un aigle en plein vol.

### Égypte

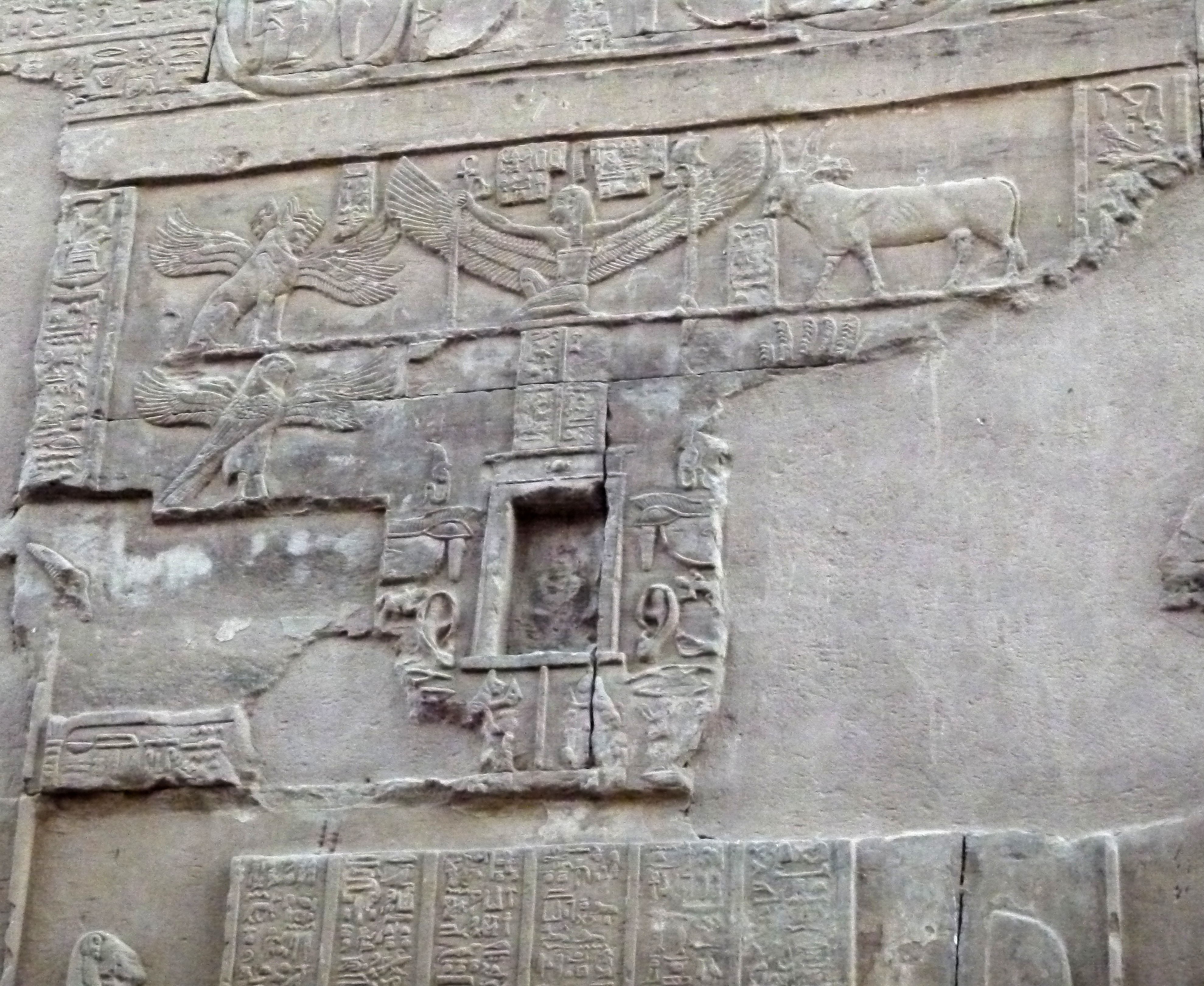
Les quatre vents dans le temple de Kôm Ombo.

En Égypte, il existait à Edfou quatre hypostases du créateur, elles-mêmes démultipliées en quatre compagnies préposées à sa garde, à l'apparence, et à la mission bien différentes –– en particulier, elles ne sont pas dotées d'ailes. Voici ce qu'en dit Nadine Guilhou, égyptologue à l'université de Montpellier :
« De son côté, pressentant lui aussi des combats, le créateur résolut de créer à partir de lui-même quatre gardiens. L'un avait les apparences d'un rapace. Le visage encadré d'ailes, il portait un harpon. On le nomma Seigneur du harpon. Le deuxième était un lion puissant ; il portait un couteau. C'était le Seigneur du couteau. Le troisième, un serpent, brandissait un poignard. On le dénomma « celui dont la terreur est grande ». Le quatrième, enfin, portait aussi un couteau, c'était un taureau et son nom fut : celui dont le mugissement est puissant. Ces quatre gardiens se subdivisèrent en quatre compagnies, les lions au nord, les serpents à l'est, les faucons au sud, les taureaux à l'ouest. Munis de leurs armes, ces génies gardiens constituaient à Edfou, le rempart vivant du créateur. Ils se figèrent autour de lui, constituant la mer d'enceinte de son temple. Et c'est ainsi que fut créée la demeure de Rê, semblable à l'horizon du ciel, immense, où il pouvait séjourner pendant des millions de millions d'années. »
Il ne s'agit pas là du tétramorphe mais de quatre hypostases du créateur qui vont constituer autour de lui un rempart vivant. On a pu évoquer aussi le tétramorphe à propos des représentations des vents dans l'Égypte ancienne, tels qu'ils apparaissent par exemple au temple de Komombo (illustration), mais il s'agit là uniquement de rapprochements iconographiques, les quatre animaux gardiens à Edfou et la personnification des vents étant sensiblement différents du tétramorphe — les quatre hypostases du créateur ne sont pas ailées, à la différence des quatre vents —[Passage contradictoire (les quatre vivants d'Ézéchiel sont ailés ainsi que ceux de l'Apocalypse de Jean)], même s'il existe indéniablement certains traits communs.

### Babylone

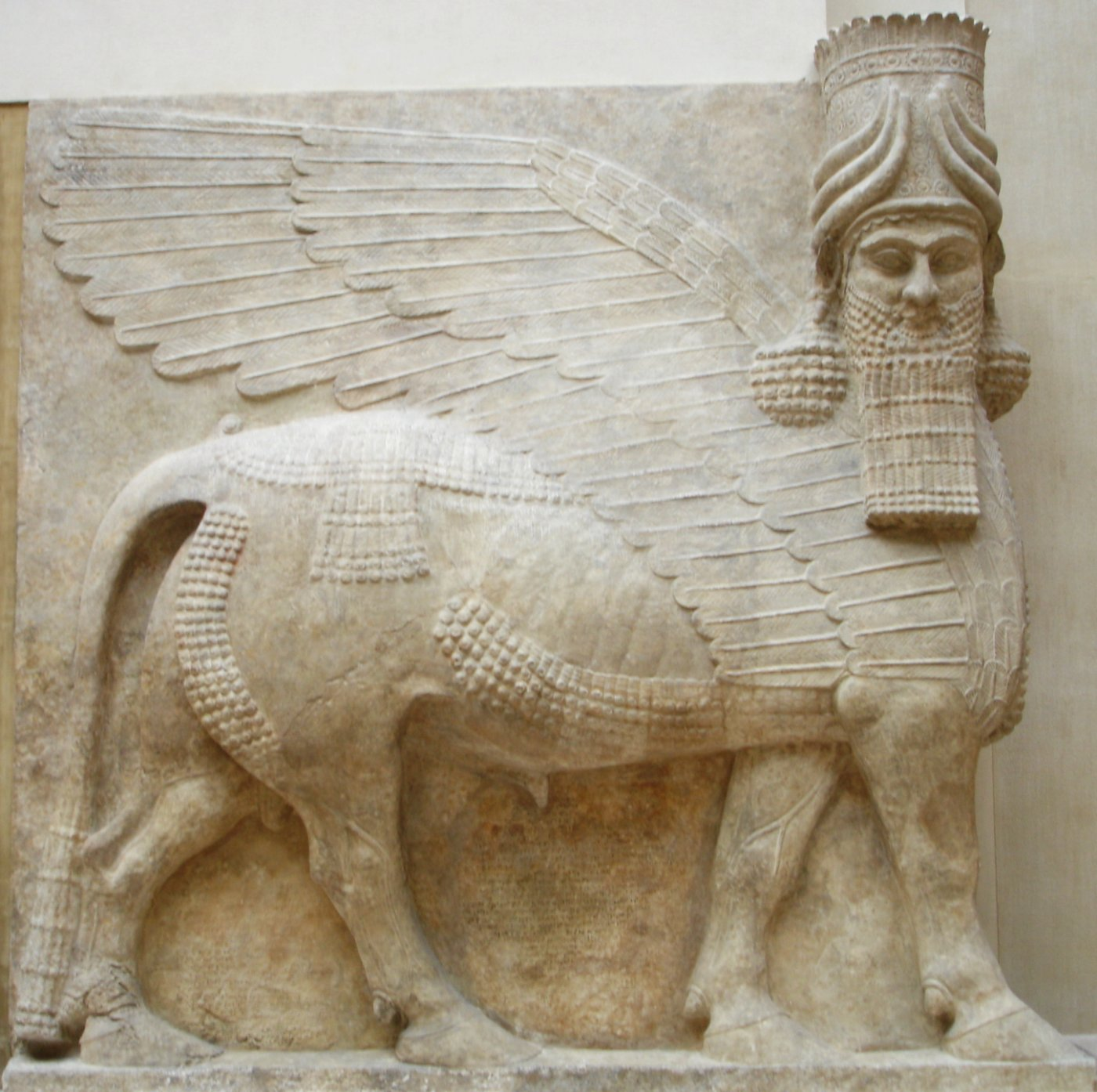
Un lammasu assyrien, 721 AEC. Palais de Sargon II, musée du Louvre.

À Babylone, ils représentaient quatre divinités secondaires. Ils figuraient les quatre points cardinaux (Lion-Nord, Serpent-Est, Aigle-Sud et Taureau-Ouest) et en astrologie, science inventée par les civilisations mésopotamiennes, ils symbolisent les quatre signes fixes du zodiaque.

## Le tétramorphe et les quatre évangiles

### Les premières paroles de chaque évangile
Jérôme de Stridon, au IVe siècle, explique l'attribution de l'un des quatre vivants à chacun des quatre évangélistes : la première page de leur texte serait déterminante. Il présente cette attribution comme une tradition acquise de longue date.
- Matthieu ouvre son évangile par une généalogie de Jésus, celle qui comprend Joseph, mais en précisant la filiation biologique par Marie :

« Livre de la genèse de Jésus-Christ, fils de David, fils d'Abraham : Abraham engendra Isaac… » (Mt 1, 1-2).
L'homme (et non pas l'ange puisque les ailes qu'il porte sont l'attribut des quatre Vivants et non pas les ailes d'un ange) représente l'Évangile selon Matthieu.
- Marc commence ainsi son évangile :

« Commencement de l'Évangile de Jésus Christ, fils de Dieu. Selon qu'il est écrit dans Isaïe le prophète : « Voici que j'envoie mon messager en avant de toi pour préparer ta route. Voix de celui qui crie dans le désert : Préparez le chemin du Seigneur… » » (Mc 1, 1-3).
La voix qui crie dans le désert est celle d'un lion, symbole de l'Évangile selon Marc.
- Luc, après une dédicace à Théophile (Lc 1, 1-4), commence ainsi :

« Il y eut aux jours d'Hérode, roi de Judée, un prêtre du nom de Zacharie, de la classe d'Abia… » (Lc 1, 5).
Le prêtre sacrifie au Temple et le taureau, ou le veau, est l'animal emblématique du sacrifice. Il est devenu le symbole de l'Évangile selon Luc.
- Jean ouvre son évangile par un prologue (Jn 1, 1-18) sur le Verbe, la voix venue du ciel.

Le symbole attribué à l'Évangile selon Jean est l'aigle.

### Autres corrélations entre animaux et évangiles
Si beaucoup de théologiens estiment que les évangiles peuvent être rapportés aux quatre animaux, il convient de préciser que cette attribution a été longuement discutée. Par exemple, l'aigle a été associé à l'évangile de Marc par Irénée, Victorin et Chromace à cause de son début prophétique (Mc 1, 2-3 est une citation d'Isaïe 40, 3) ou du long récit de la résurrection (Mc 16, 9-20), alors que Hippolyte, Épiphane, Jérôme, Augustin et Primase l'associent à celui de Jean. Pour ces auteurs, l'attribution des animaux aux évangiles est généralement un sujet d'importance mineure, où les arguments de chacun sont soigneusement discutés.
Si, statistiquement, il est possible de créer {\displaystyle A_{4}^{4}} = 24 combinaisons, le théologien Theodor Zahn n'en recense que 5 dans l'antiquité, dont seulement les 3 premières sont largement reprises :
|           | Mathieu | Marc    | Luc     | Jean  | Théologiens mentionnant l'association (sans y adhérer nécessairement)                                     |
| --------- | ------- | ------- | ------- | ----- | --- |
| Système 1 | Homme   | Lion    | Taureau | Aigle | Jérôme, Eucher, Sedulius, Aponius, Grégoire le Grand, Ambroise Autpert, etc.                              |
| Système 2 | Homme   | Aigle   | Taureau | Lion  | Augustin (mention), Irénée, Victorin et Chromace, André, Anastase le Sinaïte, etc.                        |
| Système 3 | Lion    | Homme   | Taureau | Aigle | Hippolyte, Augustin, Primase (en référence à Augustin), Bède le Vénérable (en référence à Augustin), etc. |
| Système 4 | Homme   | Taureau | Lion    | Aigle | Textes grecs « de date et d'authenticité difficiles à établir »                                           |
| Système 5 | Lion    | Taureau | Homme   | Aigle | Berengaudus (mentionné à côté du système 1)                                                               |

Pour tous ces théologiens, l'objectif reste de démontrer l'unicité des évangiles. Beaucoup de théologiens modernes remettent en cause le tétramorphe, dans le choix comme dans sa pertinence. Par exemple, le théologien William Kelly, utilise ces débats pour appuyer sa conviction que « les quatre animaux (ou êtres vivants) d'Apoc. 4, et d’ailleurs, n'ont aucune relation réelle ni voulue avec les quatre évangiles ».

### Le résumé de la mission du Christ
Jérôme de Stridon ajoute que les quatre vivants rassemblés ont une autre signification que de représenter les évangiles : ils résument les quatre moments essentiels de la vie du Christ : le Verbe de Dieu s'est incarné (l'homme), il a été tenté au désert (le lion), il a été immolé (le taureau) et il est monté au ciel (l'aigle).

### Interprétation symbolique
Le tétramorphe est également un symbole de l'humain, sous ses 4 composantes indiquées chez Luc (10: 27). Les correspondances symbolisées par le tétramorphe sont les suivantes :
- le taureau est le symbole du corps et des forces de l'Homme,
- le lion est le symbole du cœur et des passions,
- l'Homme est le symbole de l'esprit, et des pensées,
- l'aigle est le symbole de l'âme.

## Textes liturgiques
Les quatre Vivants, issus d'une vision symbolique, se prêtent mal à une utilisation par l'hymnographie liturgique, qui privilégie habituellement les faits et les images matériels. La liturgie byzantine, dans ses célébrations eucharistiques, mentionne cependant les quatre Vivants en s'inspirant du texte de l'Apocalypse (4, 8). Une des formules introduisant le Sanctus est la suivante[réf. nécessaire] :
« Les anges célestes chantent, mugissent, rugissent et crient l'hymne triomphal en disant : Saint, Saint, Saint est le Seigneur Sabaoth… »

## Liste d'éléments présentant un tétramorphe

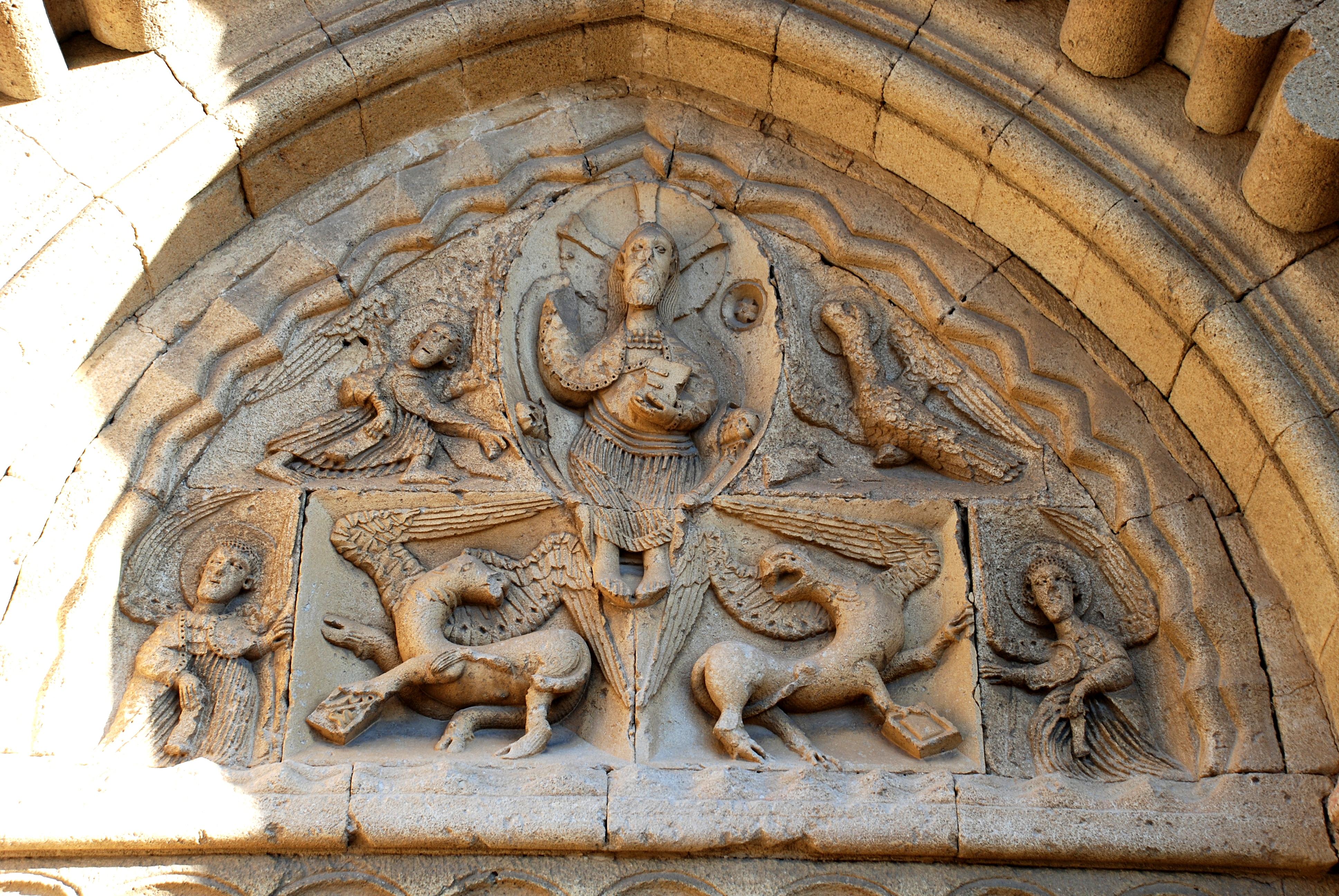
Tympan du monastère de Ganagobie.

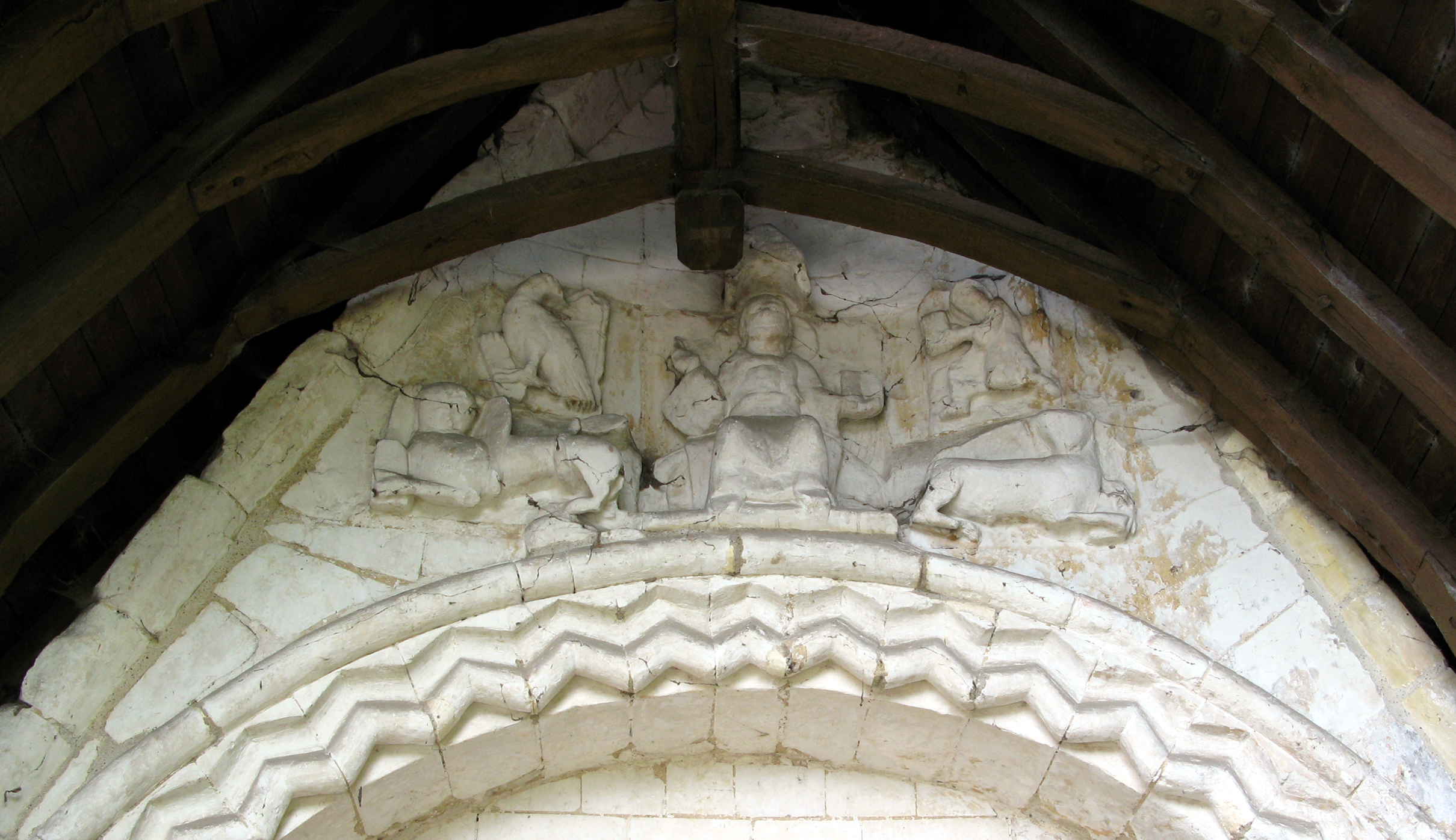
Tétramorphe à Mareuil-Caubert.

Le plus ancien tétramorphe connu en France provient du sarcophage mérovingien de l'abbaye Notre-Dame-de-Jouarre.

### Monuments
- Basilique Saint-Sernin de Toulouse dont la première basilique date du (IVe siècle) : Christ en majesté sur devant d’autel ;
- Abbaye Notre-Dame de Jouarre fondée au VIIe siècle : tombeau mérovingien ;
- Cathédrale Saint-Étienne de Toulouse qui apparaît dans les textes en 844 : retable en pierre représentant en sa base le tétramorphe en pied dans l'ordre suivant : Luc et un taureau, Matthieu et un ange, Marc et un lion, Jean et un aigle ;
- La Cathédrale de Faras peinte au tournant des Xe – XIe siècles de soixante peintures inspirées de l'art byzantin. Dans le compartiment central la Croix comporte en son centre un buste du Christ en médaillon qui bénit de la main droite et tient un livre fermé de la main gauche. Il est escorté des "Quatre Vivants", ce qui fait de cette peinture une Majesté crucis. Elle est gemmée et richement travaillée et comme plantée sur un socle à trois marches[6].
- Cathédrale Notre-Dame-de-la-Sède de Saint-Lizier (Ariège) : deux représentations du tétramorphe dans la 3e travée de la nef, d'abord sur les 4 faces des chapiteaux tournées vers la 3ème travée (fin XVe - début  XVIe siècle sous l'épiscopat de Jean d'Aule) puis sur 4 médaillons en bois sculptés (2e moitié du XVIIIe siècle, évangéliste en buste associé à son symbole) ;
- Cathédrale Saint-Aubain de Namur, en Belgique débutée entre 1047 et 1051 : les quatre statues et le christ sur le sommet de l'édifice ;
- Cathédrale Saint-Maurice d'Angers début du XIe siècle.
- Tour Saint-Jacques à Paris, ancienne Église Saint-Jacques-la-Boucherie fondée au XIIe siècle ;
- Cathédrale de Lausanne (XIIe – XIIIe siècles), un carré au centre de sa rosace, prototype du drapeau carré de la garde suisse, du Vatican et de la Suisse ;
- Église Saint-Jean de Montmartre à Paris (1894-1904) ;
- Église de L'Assomption de la Vierge à Eaux-Puiseaux (10130) ;

### Tympans

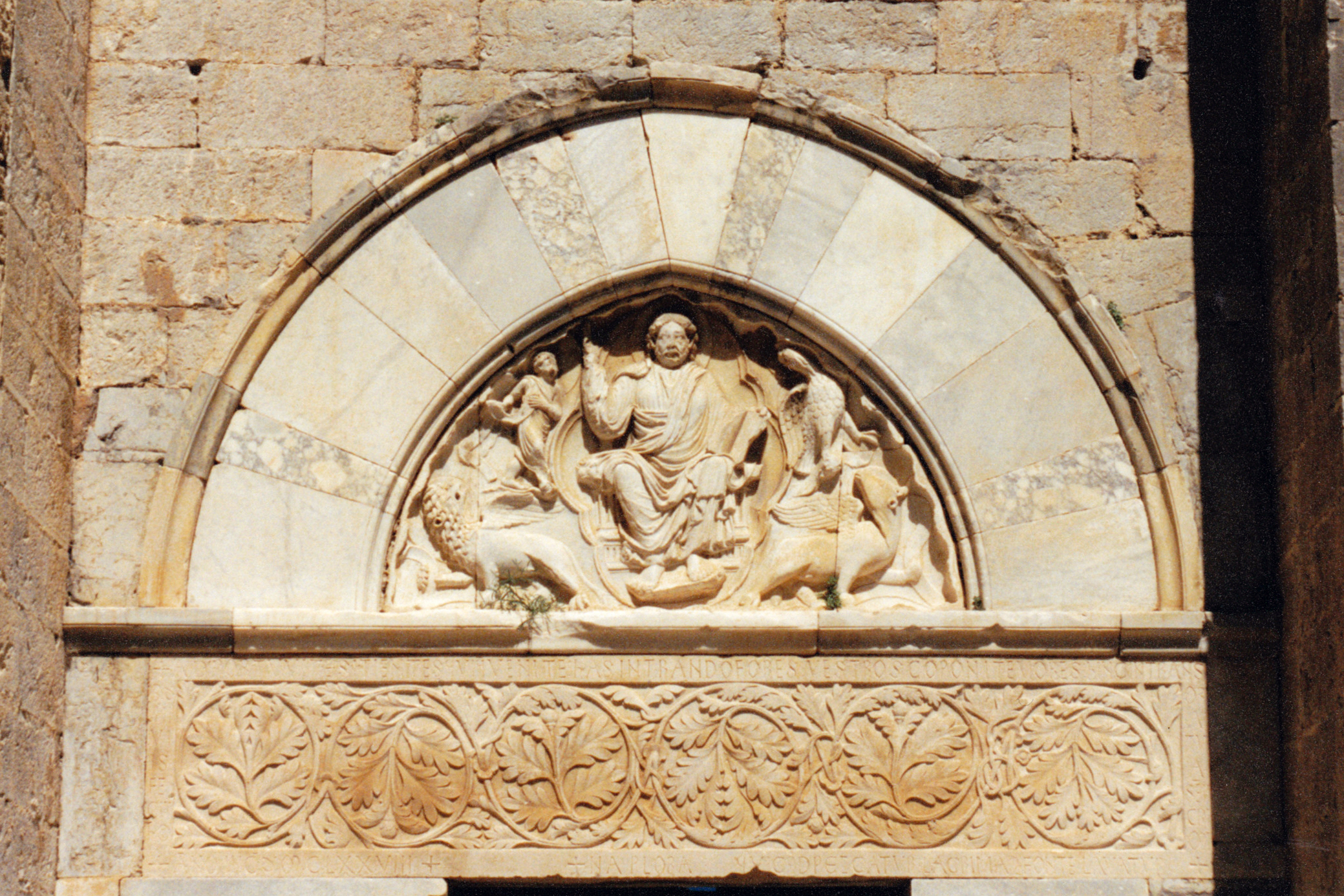
Tympan de la cathédrale Saint-Pierre-et-Saint-Paul de Maguelone.

- Cathédrale Notre-Dame de Chartres ;
- Cathédrale Saint-Pierre d'Angoulême ;
- Ancienne cathédrale Saint-Trophime d'Arles, vers 1180 ;
- Cathédrale Saint-Pierre-et-Saint-Paul de Maguelone ;
- Basilique Notre-Dame-du-Port à Clermont-Ferrand ;
- Basilique de Fourvière à Lyon
- Basilique Saint-Just de Valcabrère ;
- Abbaye Notre-Dame de Ganagobie ;
- Église de Saint-Aventin ;
- Chapelle Saint-Gabriel de Tarascon ;
- Église de l'Assomption de Bossòst ;
- L'Hôpital-Saint-Blaise ;
- Église Saint-Florent de Til-Chatel ;
- La basilique Saint-Epvre de Nancy (le parvis) ;
- Cervon ;
- Condom ;
- Charlieu, Saint-Fortunat ;
- Dijon, tympan de saint Bénigne, au musée archéologique ;
- Dinan église Saint-Sauveur ;
- Le Mans ;
- Lassouts ;
- Mareuil-Caubert ;
- Mars-sur-Allier ;
- Nogaro ;
- Saint-Savin ;
- Luz-Saint-Sauveur ;
- Saulieu ;
- Saint-Loup-de-Naud ;
- Vizille.
- Cathédrale Notre-Dame-des-Rois à Embrun - tympan du Protiro Nord
- Église de L'Assomption de la Vierge à Eaux-Puiseaux (10130) ;

### Manuscrits

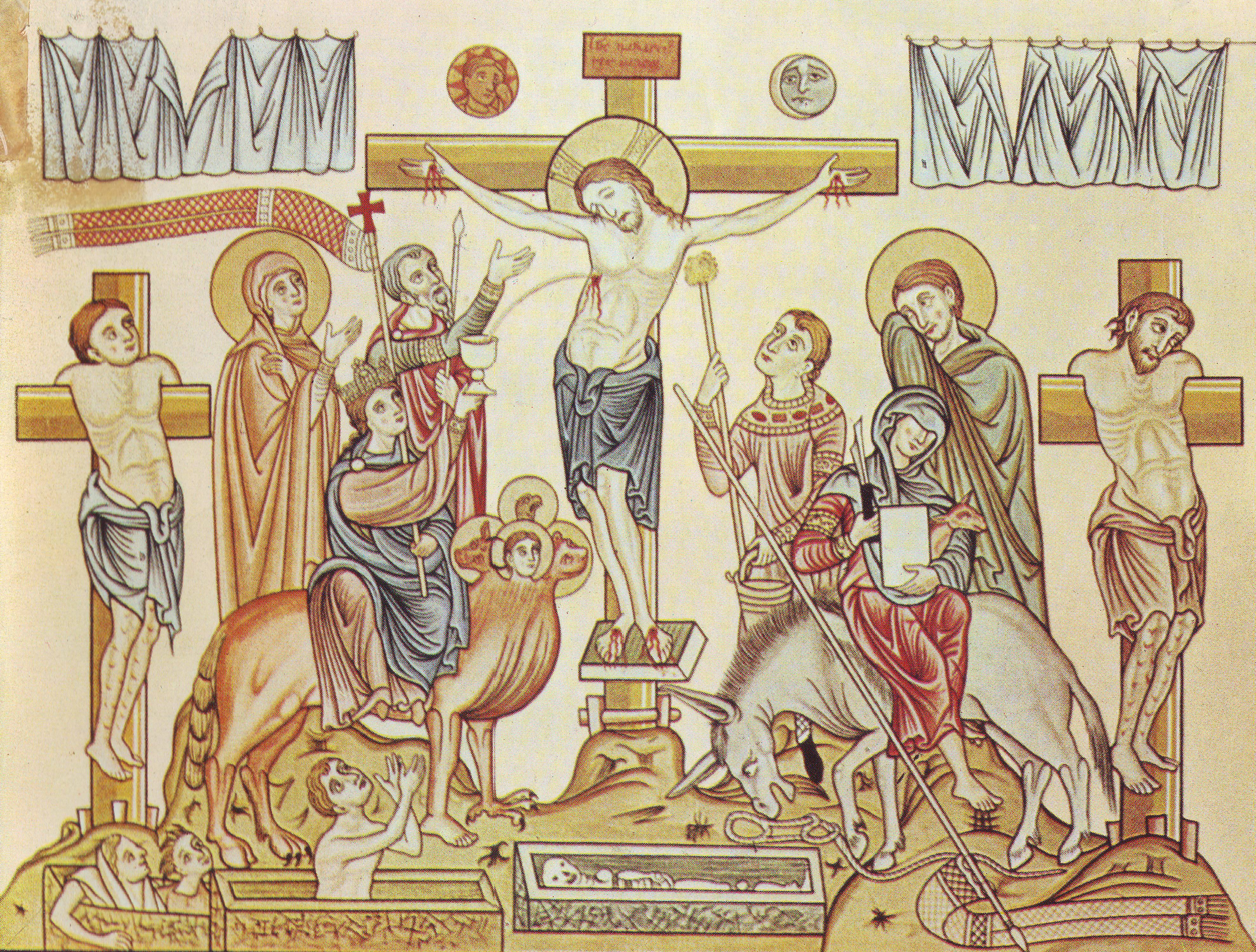
Crucifixion du Hortus deliciarum de Herrade de Landsberg, fin du XIIe siècle. Ecclesia, à gauche, chevauche un animal tétramorphe.

- Bible de Leon, Colegiata de san Isidoro Cod. 2, fol. 2 r. ;
- Beatus de Gérone, Cathédrale de Gerone, Ms.7, fol 2 r. ;
- Beatus de l'Escorial, Escorial, fol 16v ;
- Béatus de Burgo de Osma ;
- Moralia in Iob, Madrid, Biblioteca Nacional, Cod. 80, fol 2r ;
- Beatus de San Millán, Madrid, Academia de Historia, Cod. aemil. 33, fol. 92 r.

### Reliquaires
- Reliquaire en or avec la croix, Oviedo, cathédrale Camara Santa.

### Fresques
- la fresque de Panteon de los Reyes avec le Christ en majesté et les quatre Vivants ;
- la fresque de l'église Sant Climent de Taüll ;
- la fresque de Lavaudieu ;
- la fresque de Saint-Pé-d'Ardet ;
- la resque de l'église Saint-Maurice-de-Gourdans ;
- la fresque de Saint-Paul-Trois-Châteaux ;
- la fresque de la chapelle Saint-Michel d'Épinal.
- La croisée des transept de la Cathédrale de Liège.

### Tapisseries
- Tenture de l'Apocalypse, tapisseries de l'Apocalypse d'Angers, v. 1375-1382, château d'Angers, France. Trésor médiéval; Tétramorphe L'Agneau sur la montagne de Sion : « Ce que tu vois, écris-le dans un livre » (Ap 1, 11).

### Mosaïques
- Sainte-Marie Majeure, Rome (432-440), au-dessus de l'arc triomphal, quatre bustes ailés avec livre encadrant avec Pierre et Paul l'Hétimasie ;
- Saint-Vital de Ravenne, des animaux au naturel (sans ailes) accompagnent les évangélistes assis. Sur quatre murs hauts. Chaque évangéliste est accompagné d'un prophète ;
- Saint-Apollinaire in Classe, Ravenne (549), au-dessus de l'arc triomphal, quatre bustes ailés alignés de part et d'autre du Christ en médaillon. Ils ont un livre.

Aigle, homme, Christ, lion, taureau.
- Chapelle archiépiscopale, cathédrale de Ravenne, sur une voûte portée par quatre arcs, bustes ailés tenant un livre rouge, alternant avec des anges ;
- Mausolée de Galla Placida, Ravenne, bustes ailés sans livre, aux quatre coins d'une voûte portée par quatre arcs ;
- Chapelle d'or de larmes dans l'abbaye du mont Sainte-Odile près de Ottrot en Alsace, France.

### Tarot
- L’atout XXI (Le Monde) du tarot de Marseille

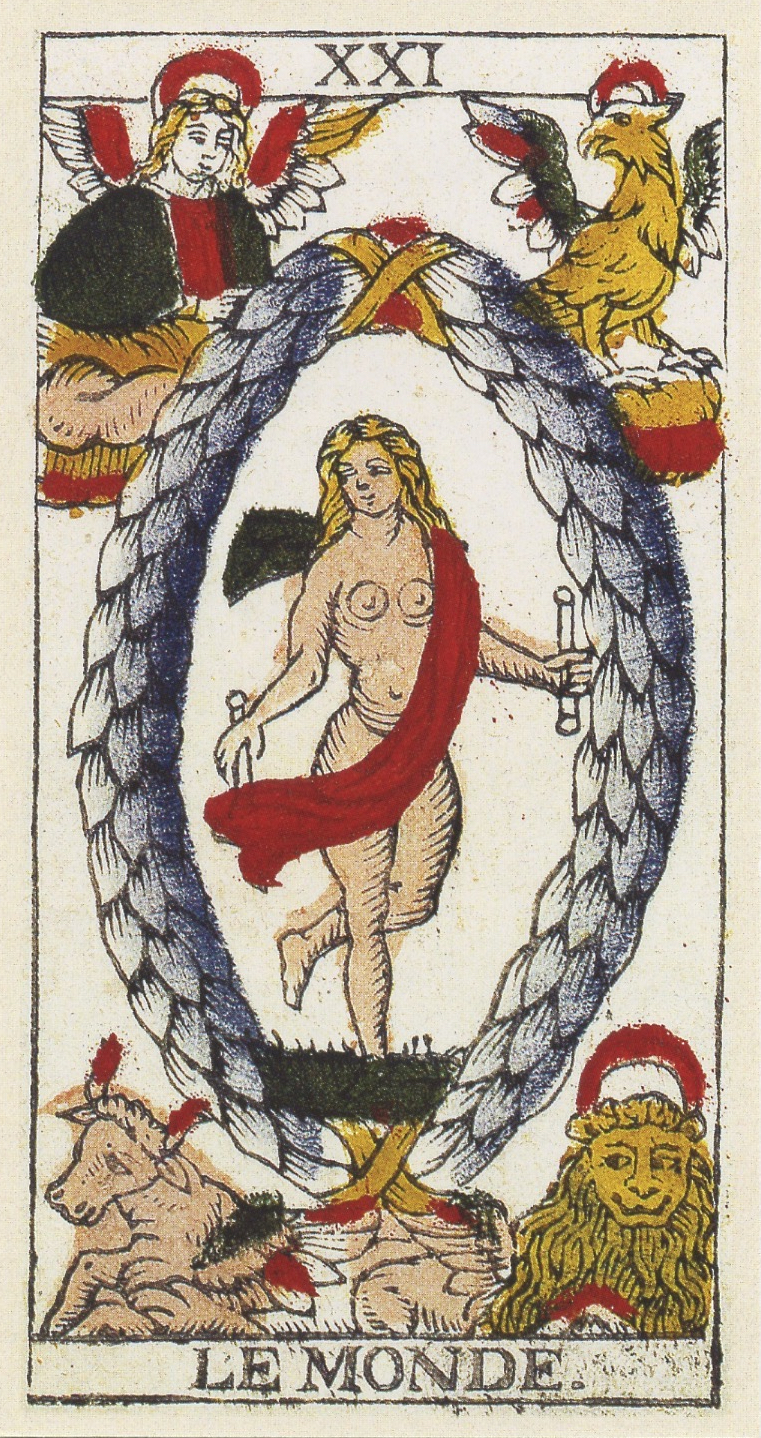

### Musique
Le compositeur russe Vladimir Vavilov a composé en 1970 une chanson connue sous le nom de Город Золотой (gorod zalatoï, « la Cité dorée »). Cette chanson parle d'un jardin où marchent 3 animaux extraordinaires : un lion à la crinière jaune comme le feu, un bœuf plein d'yeux, et un aigle d'or céleste. Plus loin, l'auteur interpelle une personne en l'appelant « mon ange ». Le titre sous lequel est connue la chanson, La Cité dorée, est un des noms attribué à Jérusalem. Composée en Russie pendant l'ère soviétique, la chanson ne pouvait pas faire explicitement référence à la Bible, d'où son langage crypté.